# Polygala fruticosa
Polygala fruticosa är en jungfrulinsväxtart som beskrevs av Berg.. Polygala fruticosa ingår i släktet jungfrulinssläktet, och familjen jungfrulinsväxter. Inga underarter finns listade i Catalogue of Life.